# カヴィール砂漠

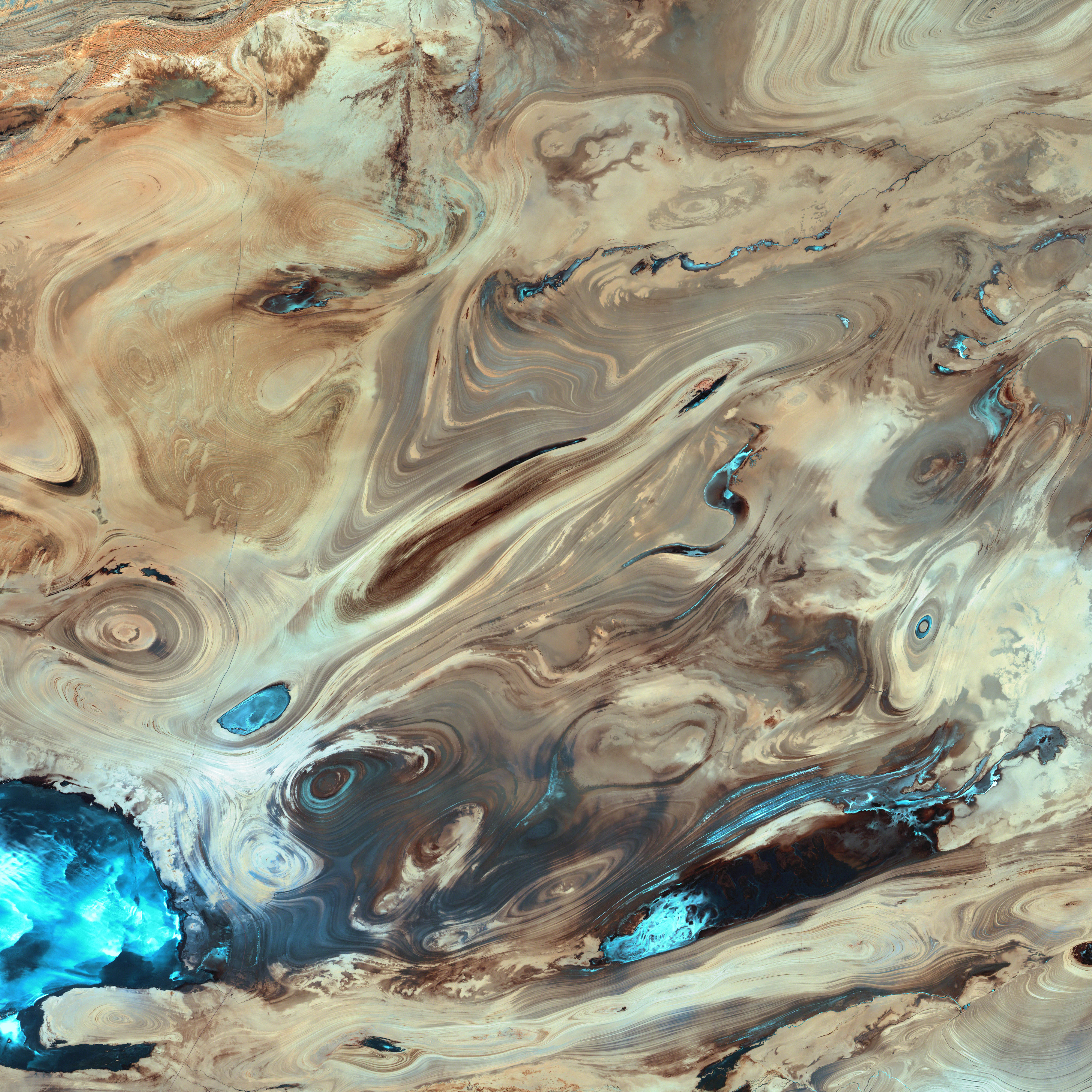
カヴィール砂漠の衛星写真

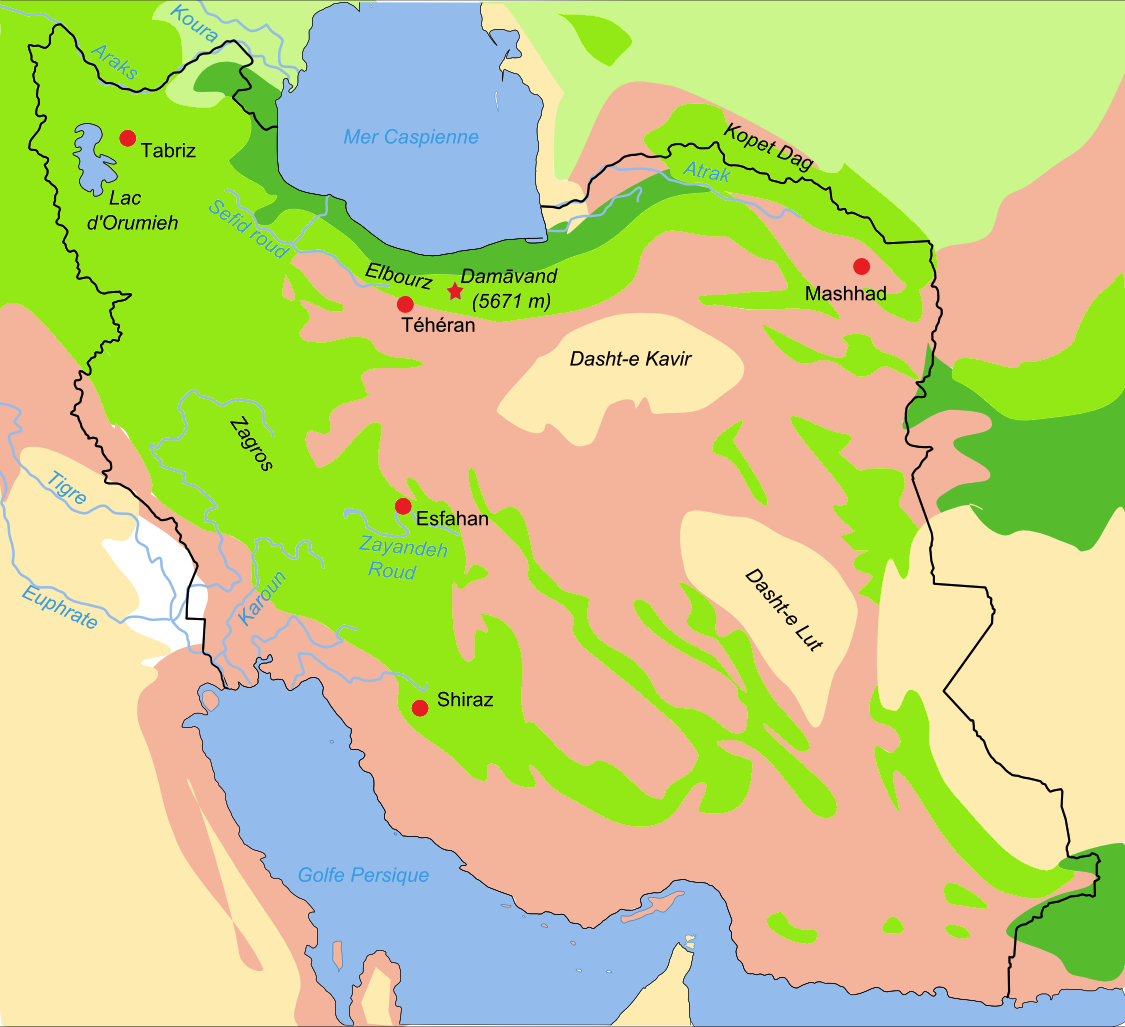
植生分布図

カヴィール砂漠（Dasht-e Kavīr、ペルシア語表記でدشت كوير、塩砂漠の意、英語表記でGreat Salt Desert）は、イラン北部、イラン高原にある砂漠である。長さ800km、幅320km。テヘラン大都市圏の南東に位置し、南東にはそのままルート砂漠が続き、アフガニスタン、パキスタン、インドへと砂漠地帯が広がっている。古来から、マルコ・ポーロなど旅人が通商路として横断していた。
夏の最高気温は50℃に達し、1月でも平均22℃で、雨はほとんど降らない。砂礫が広がるが、湿原、湖、ワジ（涸れ谷）があり、高さ40mの砂丘が嵐により出来ることから、観測されない降雨が少なからずあるものと推測される。西部のナマク湖（ペルシア語: دریاچه نمک قم - Daryacheh-ye Namak - 「塩湖」の意、テヘラン南西100km）は4千平方kmあるカヴィール国立公園の一部として環境保護されている。
砂漠および付近の塩湖盆地の一部には中央アジアの典型な乾燥地・半乾燥地のステップ草原があり、205種の植物が生えている。動物としては31種の哺乳類、131種の鳥類、20種の爬虫類、1種の両生類がある。オナガーの重要な生息地であったが、1970年代以降の狩猟により個体数が激減した。1976年にユネスコの生物圏保護区に登録された。